# Cyrestis fratercula
Cyrestis fratercula är en fjärilsart som beskrevs av Osbert Salvin och Frederick DuCane Godman 1877. Cyrestis fratercula ingår i släktet Cyrestis och familjen praktfjärilar. Inga underarter finns listade i Catalogue of Life.